# Brejões
Brejões este un oraș în unitatea federativă Bahia (BA) din Brazilia.